# Llanfihangel Ystrad
Llanfihangel Ystrad är en community i Storbritannien.   Den ligger i kommunen Ceredigion och riksdelen Wales, i den södra delen av landet, 280 km väster om huvudstaden London.
De större samhällena i communityn är Ystrad Aeron, Dihewyd, Cribyn och Temple Bar.